# Carlton Leach

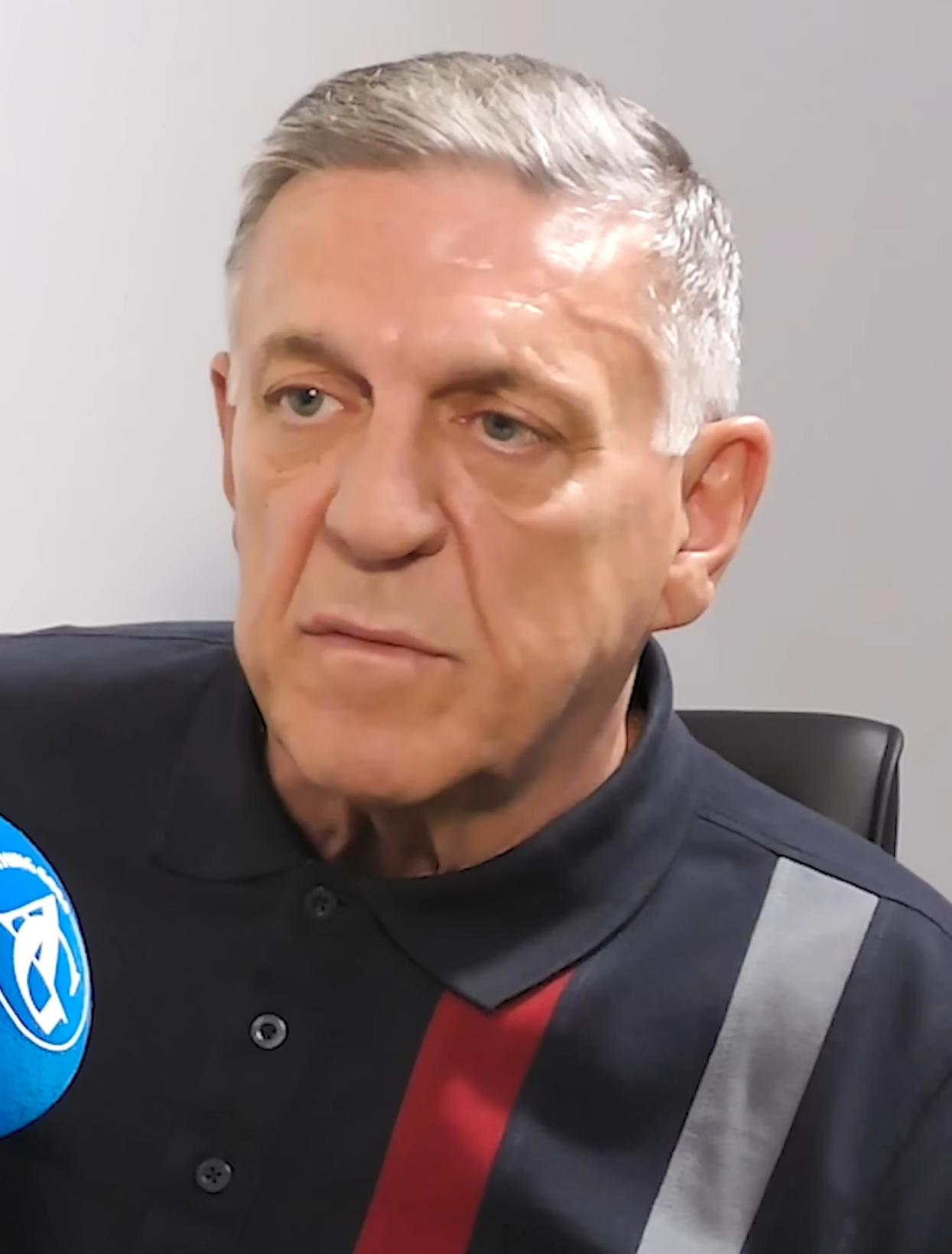
Carlton Leach, 2024

Carlton Leach (* 1. März 1959 in Canning Town, London) ist ein ehemaliger Hooligan und war eine bekannte Person der englischen Unterwelt. Er ist heute Schriftsteller.

## Leben
Carlton Leach wuchs als Sohn zweier Arbeiter in verschiedenen Gegenden in London auf. Sein Vater arbeitete als Elektriker, während seine Mutter später als Bankangestellte arbeitete. Mit 13 ließ sich seine Familie in East Ham nieder, wo er die Grammar School besuchte. Mit 16 Jahren gründete er die Hooligan-Organisation Inter City Firm mit und wurde eines ihrer bekanntesten Mitglieder. In den 1990ern arbeitete er als Türsteher und Bodyguard in verschiedenen Top-Clubs in London und hatte seine eigene Organisation, die auf ihrem Höhepunkt um die 30 Mitarbeiter gehabt haben soll. Ihm wird nachgesagt in den Handel mit Ecstasy verstrickt gewesen zu sein. Zu seinen persönlichen Freunden gehörte Tony Tucker, der ebenfalls im Türsteher-Geschäft war und der mit verschiedenen Drogen handelte. Nachdem dieser in Rettendon zusammen mit zwei seiner Vertrauten ermordet worden war, beschloss Leach aus der Szene auszusteigen. Zunächst arbeitete er als Geldeintreiber, bis er 2003 seine Biografie Muscle veröffentlichte. Dieser Roman wurde 2007 als Footsoldier (Rise of the Footsoldier) verfilmt. 2008 folgte eine komplett überarbeitete und erweiterte Fassung seines Buches unter dem Filmtitel. 2015 erschien der Film Return of the Footsoldier.
Carlton Leach trat in verschiedenen Hooligan- und Gangster-Dokumentationen auf. 2009 erschien zudem eine Filmdokumentation über sein Leben. Leach lebt heute in Hutton (Essex).

## Werke
- Muscle. John Blake Publishing, London 2003, ISBN 978-1-904034-48-3.
- Rise of the Footsoldier. John Blake Publishing, London 2008, ISBN 978-1-84454-630-5.